# Man with no name
Мартин Фриланд (англ. Martin Freeland), более известный под сценическим псевдонимом Man with no name — британский диджей, исполняющий музыку в жанре психоделик-транс и гоа-транс.
Фриланд начинал карьеру как продюсер музыкантов в жанре техно, таких как Charm, Perfectly Ordinary People и Pisces. В 1990 году Фриланд начал выпускать собственную музыку. Названия его треков и альбомов посвящены космосу и научной фантастике.

## Дискография
- Paint A Picture (1995)
- Moment of Truth (1996)
- Earth Moving the Sun (1998)
- Teleportation (2000)
- Interstate Highway (2003)

### Interstate Highway [2003]
- Axis Flip
- Space Juice
- Lights Out
- Cocoon
- Visit The Moon
- Reincarnation
- Broken Promise
- East 98 Street
- Pipeline

### Earth Moving The Sun [1998] Warner Music UK Ltd.
- Vavoom!
- Seratonin Sunrise (MVO Mix)
- Camouflage
- Own The World
- The First Day (Horizon)
- Treagle
- Possessed
- Parallel Universe
- Spaghettification
- Tarantula
- The Breech

### Moment Of Truth [1996] Concept In Dance
- Moment Of Truth
- Floor-Essence (Dayglo Mix)
- Subterfuge
- Evolution
- Azymuth
- Low Commotion
- Skydiving
- Dawn Chorus
- Cairo
- Sugar Rush (Refined Mix)
- Cosmic Echoes